# Актинидия
Актини́дия (лат. Actinidia от греч. ακτινιδιον — лучик) — род деревянистых лиан семейства Актинидиевые (Actinidiaceae). Наиболее известны плоды культурных сортов растения из этого рода — киви, или актинидия деликатесная.

## Происхождение названия
Ботаническое название рода происходит от греч. ακτινιδιον — «лучик», за лучистое расположение столбиков завязи.

## Распространение и экология
В роде около 75 видов, распространённых в Юго-Восточной Азии, Гималаях.
На Дальнем Востоке произрастает четыре вида: (Актинидия коломикта, Актинидия острая, Актинидия полигамная, Актинидия Джиральди) и несколько интродуцировано.
На черноморском побережье Кавказа успешно выращивают также Актинидию китайскую (киви) в открытом грунте.

## Ботаническое описание
Актинидии — кустарниковые лианы с опадающими листьями. Почки полностью или частично скрыты в листовых рубцах.
Листья очерёдные, цельные, с пильчатым или зубчатым краем, без прилистников.
Цветки разной величины (диаметром от 1-1,5 до 3 см), собраны в пазухах листьев по три либо одиночно. Околоцветник двойной, 4-5-членный. Венчик чашевидной формы, чаще белого цвета, но бывают также золотисто-жёлтые или оранжевые цветки. У большинства видов цветки не имеют запаха, но, например, у актинидии полигамной они ароматны.
Андроцей представлен 10-ю свободными тычинками. Столбиков 8-15, они нитевидные, срослись у основания и отогнуты наружу (это важный систематический признак).
Плод — продолговатая ягода, жёлто-зелёная, или же светло-оранжевая, у некоторых видов съедобная.

## Виды
По данным The Plant List на 2013 год, род Актинидия насчитывает 75 действительных видов:
- Actinidia acuminata Budisch. ex Trautv.
- Actinidia arguta (Siebold & Zucc.) Planch. ex Miq. — Актинидия острая
- Actinidia arisanensis Hayata
- Actinidia asymmetrica F.Chun
- Actinidia callosa Lindl.
- Actinidia carnosifolia C.Y.Wu
- Actinidia changii P.S.Hsu
- Actinidia chengkouensis C.Y.Chang
- Actinidia chinensis Planch. — Актинидия китайская
- Actinidia chrysantha C.F.Liang
- Actinidia cylindrica C.F.Liang
- Actinidia deliciosa (A.Chev.) C.F.Liang & A.R.Ferguson — Актинидия деликатесная, или Киви — вид, культивируемый ради плодов Киви.
- Actinidia eriantha Benth.
- Actinidia fanjingshanensis S.D.Shi & Q.B.Wang
- Actinidia farinosa C.F.Liang
- Actinidia fasciculoides C.F.Liang
- Actinidia fortunatii Finet & Gagnep.
- Actinidia fulvicoma Hance
- Actinidia glabra H.L.Li
- Actinidia glaucocallosa C.Y.Wu
- Actinidia globosa C.F.Liang
- Actinidia gracilis C.F.Liang — Актинидия изящная
- Actinidia grandiflora C.F.Liang — Актинидия крупноцветковая
- Actinidia hemsleyana Dunn
- Actinidia henanensis C.F.Liang
- Actinidia henryi Dunn
- Actinidia holotricha Finet & Gagnep.
- Actinidia hubeiensis H.M.Sun & R.H.Huang
- Actinidia hypoglauca C.Pei & Y.W.Law
- Actinidia indochinensis Merr. — Актинидия индокитайская
- Actinidia jiankouensis S.D.Shi & Z.S.Zhang
- Actinidia jijiangensis C.F.Liang & Y.X.Lu
- Actinidia kolomikta (Rupr. & Maxim.) Maxim. — Актинидия коломикта
- Actinidia kungshanensis C.Y.Wu & S.K.Chen
- Actinidia laevissima C.F.Liang
- Actinidia lanceolata Dunn
- Actinidia latifolia (Gardner & Champ.) Merr.
- Actinidia leptophylla C.Y.Wu
- Actinidia liangguangensis C.F.Liang
- Actinidia lijiangensis C.F.Liang & Y.X.Lu
- Actinidia linguiensis R.G.Li & X.G.Wang
- Actinidia longicarpa R.G.Li & M.Y.Liang
- Actinidia macrosperma C.F.Liang
- Actinidia maloides H.L.Li
- Actinidia melanandra Franch.
- Actinidia melliana Hand.-Mazz.
- Actinidia obovata Chun ex C.F.Liang
- Actinidia pentapetala R.G.Li & J.W.Li
- Actinidia persicina R.G.Li & L.Mo
- Actinidia petelotii Diels
- Actinidia pilosula (Finet & Gagnep.) Stapf ex Hand.Mazz.
- Actinidia polygama (Siebold & Zucc.) Maxim. — Актинидия полигамная
- Actinidia rongshuiensis R.G.Li & X.G.Wang
- Actinidia rubricaulis Dunn
- Actinidia rubus H.Lév.
- Actinidia rudis Dunn
- Actinidia rufa (Siebold & Zucc.) Planch. ex Miq.
- Actinidia rufotricha C.Y.Wu
- Actinidia scabiifolia Dunn
- Actinidia sorbifolia C.F.Liang
- Actinidia stellatopilosa C.Y.Chang
- Actinidia strigosa Hook.f. & Thomson
- Actinidia styracifolia C.F.Liang
- Actinidia suberifolia C.Y.Wu
- Actinidia sugawarana Koidz.
- Actinidia tetramera Maxim.
- Actinidia trichogyna Franch.
- Actinidia truncatifolia C.Y.Chang & P.S.Liu
- Actinidia ulmifolia C.F.Liang
- Actinidia umbelloides C.F.Liang
- Actinidia valvata Dunn
- Actinidia venosa Rehder
- Actinidia viridiflava P.S.Hsu
- Actinidia vitifolia C.Y.Wu
- Actinidia zhejiangensis C.F.Liang

## Хозяйственное значение и применение
Актинидии — ценные перспективные плодовые садовые растения. Большую коллекцию актинидий из разных районов Дальнего Востока России и Маньчжурии собрал в своих питомниках И. В. Мичурин. За короткий срок он создал несколько новых сортов, отличавшихся высокой урожайностью, ароматом и ценными вкусовыми качествами.
Актинидии — хорошие декоративные растения парков и садов (имеются пестролистные формы).

### Выращивание в культуре
Мичурин указывал на простоту возделывания актинидии. Актинидия хорошо размножается черенками, заготовленными с осени или в июле (летними); в последнем случае их высаживают в холодные парники. При семенном размножении растение на девятый год достигает высоты 4 м; плодоношение начинается на шестой — седьмой год.